# エドウィン・マイヤーズ
エドウィン・マイヤーズ（Edwin Earl Myers、1896年12月18日 - 1978年8月31日）は、アメリカ合衆国の陸上競技選手である。彼は1920年に開催されたアントワープオリンピックに参加して、棒高跳で銅メダルを獲得した。

## 経歴
ダートマス大学に通っていたマイヤーズは、1920年のAAU選手権では棒高跳で優勝同点の成績を上げたが、優勝決定戦で敗退した。1923年と1924年にはAAU選手権の優勝を果たしたが、1926年の選手権では再び優勝決定戦で敗れている。IC4A（en:IC4A）選手権では1919年と1920年に優勝するなど、当時のアメリカ合衆国を代表する棒高跳選手の一人であった。
彼は、1920年に開催されたアントワープオリンピックにアメリカ合衆国代表として棒高跳競技に参加した。8月18日に行われた棒高跳の予選には、7つの国から16人の選手が出場して、予選の通過条件である3メートル60センチをクリアした13人の選手が、8月20日の決勝に進出した。
決勝ではアメリカ代表のフランク・フォスが当時の世界新記録4メートル9センチで金メダルを獲得し、デンマーク代表のヘンリー・ペテルセンが3メートル70センチで続いた。マイヤーズは3位に相当する3メートル60センチをクリアした5人の選手のうちの一人だったが、順位決定戦で3メートル75センチの記録を出して3位となり、銅メダルを獲得することになった。